# داخليانية
الداخليانية والخارجيانية طريقتان متناقضتان في تفسير موضوعات مختلفة في مجالات عديدة من الفلسفة. ويشمل ذلك الدافعية البشرية والمعرفة والتسويغ والمعنى والحقيقة. ينشأ التمايز في العديد من مجالات الجدل بمعانٍ متشابهة، ولكن متمايزة. وترى الداخلية أنه لا توجد حقيقة بشأن العالم تقدم أسبابًا للفعل بشكل مستقل عن المعتقدات والرغبات. والخارجية هي الأطروحة التي تحدد الأسباب بالملامح الموضوعية للعالم.

## الفلسفة الأخلاقية

### الدافعية
الداخلية الدافعية (أو الداخلية الأخلاقية) في الفلسفة الأخلاقية المعاصرة، هي الرأي القائل بأن القناعات الأخلاقية (والتي لا تكون معتقدات بالضرورة، مثل مشاعر القبول أو الرفض الأخلاقي) هي دوافع في جوهرها. وهكذا يعتقد صاحب مذهب الداخلية الدافعية في وجود ارتباط داخلي ضروري بين قناعة الشخص بضرورة القيام بالفعل س وبين دافعية الشخص للقيام بالفعل س. وتزعم الخارجية الدافعية (أو الخارجية الأخلاقية) خلافًا لذلك، أنه لا يوجد ارتباط داخلي ضروري بين القناعات الأخلاقية وبين الدوافع الأخلاقية. ويعني هذا أنه لا يوجد ارتباط بالضرورة بين الاقتناع في خطأ س وبين الدافعية المحركة لعدم القيام بالفعل س. (يعود استخدام تلك المصطلحات لورقة دبليو. د. فالك 1947 بعنوان: الينبغية والدافعية).
تحمل تلك الآراء في علم النفس الأخلاقي مضامين مختلفة. فإذا كانت الداخلية الدافعية على وجه الخصوص صحيحة، فإن اللاأخلاقية تكون مبهمة (ومستحيلة ميتافيزيقيًا). ليس الشخص اللاأخلاقي مجرد شخص ليست لديه أخلاق، بل ذلك الشخص الذي يعرف ما هي الأشياء الأخلاقية التي عليه أن يفعلها، ولكنه لا يملك الدافع لفعلها. يكون مثل هذا الفاعل شخصًا مبهمًا بالنسبة لصاحب مذهب الداخلية الدافعية، لأن الأحكام الأخلاقية بشأن الأشياء الصحيحة التي ينبغي فعلها، تُدرج ضمن الدوافع المتطابقة مع فعل تلك الأشياء التي حكم عليها هذا الفاعل لتمثل الأشياء الأخلاقية التي يفعلها. الشخص اللاأخلاقي مفهوم بالنسبة لصاحب مذهب الخارجية الدافعية، لأنه يرى أن الأحكام الأخلاقية بشأن الشيء الصحيح الذي ينبغي فعله لا تستلزم بعض الدافعية لفعل تلك الأشياء التي حُكم عليها بأنها صحيحة ويتعين فعلها، إذ من الواجب وجود رغبة مستقلة، كالرغبة في فعل الشيء الصحيح.

## الإبستمولوجيا

### التبرير

#### الداخليانية
تتطلب التصورات الداخلية للتبرير المعرفي بشكل عام، أن يكون تبرير الشخص للمعتقد داخليًا بالنسبة لصاحب الاعتقاد بطريقة أو بأخرى. ويوجد نوعان رئيسيان للداخلية المعرفية بشأن التبرير، هما داخلية الوصول والداخلية الأنطولوجية. يشترط أصحاب مذهب داخلية الوصول ضرورة الوصول الداخلي بالنسبة للشخص المُعتقِد لتبرير اعتقاده في ب لكي يكون الاعتقاد في ب مبررًا. وبالنسبة لداخلية الوصول فالتبرير يعني مثلًا أن يكون الشخص المُعتقِد على وعي (أو قادر على أن يكون واعيًا) ببعض الحقائق التي تجعل اعتقاده في ب عقلانيًا، أو يكون قادر على إعطاء مبررات عقلانية لاعتقاده في ب. وتتطلب داخلية الوصول على الأقل، أن يكون لدى الشخص المُعتقِد نوعًا من الوصول التأملي أو الوعي بكل ما يبرر معتقده. والداخلية الأنطولوجية هي الرؤية التي تؤسس التبرير في معتقد ما على الحالات الذهنية للشخص. ويمكن للداخلية الأنطولوجية أن تكون متمايزة عن داخلية الوصول، ولكن يُعتقد أن الإثنين يتحركان معًا، لأننا نعتبر أنهما قادران على الوصول التأملي للحالات الذهنية.
تُعرَف إحدى الحُجج الشائعة للداخلية باسم مشكلة الشيطان الماكر الجديد. وتدعم تلك الحُجة بشكل غير مباشر الداخلية، عن طريق الآراء المتنافسة لصاحب مذهب الداخلية بشأن التبرير، وخاصة مذهب الموثوقية. تطلب منا هذه الحُجة أن نتخيل شخصًا ذا معتقدات وخبرات متطابقة معنا، لكن شيطان ديكارت الماكر خدع هذا الشخص بصورة ممنهجة، ولذلك أصبحت كل معتقداته خاطئة. وعلى الرغم من هذا الخداع المؤسف للشخص، تذهب الحُجة إلى أننا لا نعتقد أن هذا الشخص توقف عن التفكير بصورة عقلانية في اتخاذ القرارات التي تشبه قراراتنا. ومن الممكن أن نُخدع بشكل جذري بنفس الطريقة، ومع ذلك نبرر معظم معتقداتنا التي نتبناها بالرغم من تلك الإمكانية.

#### الخارجيانية
ظهرت وجهات نظر صاحب مذهب الخارجية للتبرير، في الإبستمولوجيا، خلال أواخر القرن العشرين. تؤكد تصورات صاحب هذا المذهب على أن الوقائع الخارجية بالنسبة للشخص المُعتقِد يمكن تُقدم بوصفها تبريرًا للاعتقاد. ولا يحتاج الشخص المُعتقِد وفقًا للخارجية، إلى أي وصول داخلي أو إدراك معرفي لأي حقائق أو أسباب عقلية، والتي تجعل الاعتقاد مُبررًا. يمكن أن يتناقض تقدير صاحب مذهب الخارجية للتبرير مع مذهب داخلية الوصول، والتي تتطلب أن يكون لدى الشخص المُعتقِد وصول داخلي تأملي للوقائع أو الأسباب العقلية التي تعزز من اعتقاده، من أجل الإبقاء عليه مُبررًا. ويؤكد المذهب الخارجي من الناحية الأخرى أن تبرير اعتقاد شخص ما يمكن أن يأتي من الوقائع الخارجة تمامًا عن الوعي الشخصي للذات العارفة. يعتبر ألفين جولدمان واحدًا من أكثر المؤيدين المشهورين للمذهب الخارجي في الإبستمولوجيا، إذ يُعرَف بتطويره نسخة شائعة من المذهب الخارجي تسمى الموثوقية.

## علم الدلالة
تأتي الخارجية الدلالية في شكلين، معتمدة على ما إذا كان المعنى مُفسرًا بشكل لغوي أم معرفي. والخارجية في التفسير المعرفي هي الطرح القائل بأن ما هو متاح من المفاهيم أو المحتويات بالنسبة للمفكر، تُحدده بيئته أو علاقته بتلك البيئة. والخارجية في التفسير اللغوي هي الطرح القائل بأن معنى الكلمة يكون محددًا من الناحية البيئية. ويمكن بالمثل أن يُفسر المرء الداخلية الدلالية بطريقتين، كإنكار لأي من هاتين الأطروحتين. وترتبط الخارجية والداخلية في علم الدلالة بشكل وثيق، مع التمييز في فلسفة الذهن المتعلق بالمحتوى الذهني، بما أن محتويات أفكار الفرد (وتحديدًا الحالات الذهنية القصدية) تُقبَل عادة كموضوعات دلالية قابلة للتقييم بناء على صدقها.

## فلسفة العقل
تشير الخارجية ضمن سياق فلسفة العقل، إلى النظرية التي ترى أن محتويات بعض الحالات العقلية للشخص تعتمد على الأقل في جانب منها على علاقاتها بالعالم الخارجي أو بيئة الفرد. تمحورت المناقشة التقليدية بشأن الخارجية حول الجانب الدلالي للمحتوى العقلي. لا يعتبر هذا اليوم المعنى الوحيد للخارجية، فهي تعني اليوم مجموعة واسعة من وجهات النظر الفلسفية التي تأخذ في الاعتبار كافة جوانب الموضوع والنشاط الذهني. توجد أشكال متنوعة من الخارجية التي تأخذ في الاعتبار إما المحتوى أو محركات العقل أو كليهما. ويمكن أن تقتصر الخارجية على المعرفة الإدراكية، أو يمكن أن تناقش موضوعات الوعي على نطاق واسع.

## تأريخ العلم
يزعم المذهب الداخلي في تأريخ العلم، أن العلم متميز تمامًا عن المؤثرات الاجتماعية، وأن العلوم الطبيعية يمكن أن توجد في أي مجتمع وأي زمن بالاعتماد على المقدرة الفكرية. يعتبر إمري لاكاتوش مؤيدًا بارزًا لمذهب الداخلية التأريخية. والمذهب الخارجي في تأريخ العلم هو الرؤية التي ترى أن تاريخ العلم يعود إلى سياقه الاجتماعي، إذ يتحدد التقدم العلمي بالمناخ السوسيولوجي والسياسي والاقتصاد السائد. ويُعد توماس كون مؤيدًا بارزًا لمذهب الخارجية التأريخية.